# SS Columbus (1922)
SS Columbus − niemiecki statek pasażerski, transatlantyk, zbudowany w Gdańsku w stoczni F. Schichaua dla armatora Norddeutscher Lloyd z Bremy. Obsługiwał trasę do Nowego Jorku aż do wybuchu II wojny światowej. 19 grudnia 1939 roku został zatrzymany na Oceanie Atlantyckim przez okręt Royal Navy i samozatopiony dla uniknięcia przejęcia przez nieprzyjaciela.

## Historia
Stępkę pod drugi z dużych transatlantyków parowych, budowanych przez stocznię Schichau dla Norddeutscher Lloyd, położono w 1914 roku. Przewidziano dla niego nazwę „Hindenburg”. Jego budowa została wstrzymana we wstępnej fazie w związku z wybuchem I wojny światowej. Po zakończeniu wojny, w odróżnieniu od znacznie bardziej zaawansowanego w budowie bliźniaczego statku „Columbus”, przekazanego Wielkiej Brytanii w ramach reparacji, został pozostawiony pierwotnemu właścicielowi. Budowę wznowiono w 1920 roku, wodowanie przewidziano na 17 czerwca 1922 roku. Po ceremonii nadania imienia, zmienionego na „Columbus”, kadłub zaklinował się na pochylni. Powtórne, tym razem udane wodowanie, nastąpiło 12 sierpnia.
„Columbus” wszedł do eksploatacji na linii nowojorskiej 22 kwietnia 1924 roku. Trzy lata później doznał poważnej awarii jednej z maszyn parowych i aż do 1929 roku pływał z prowizorycznie zamontowaną słabszą maszyną, z ograniczoną prędkością maksymalną. W 1929 roku przeszedł remont, podczas którego otrzymał całkowicie nową siłownię, przebudowane kabiny pasażerskie i nowe kominy. Statek pływał na trasie do Ameryki Północnej do 1939 roku, czasem będąc również wykorzystywanym w rejsach wycieczkowych. W takim charakterze wypłynął z Nowego Jorku w ostatnich dniach czerwca 1939 roku w kierunku Morza Karaibskiego, z 850 amerykańskimi pasażerami na pokładzie. Wobec zbliżającej się wojny, 30 sierpnia Amerykanie zostali wyokrętowani w Hawanie, zaś „Columbus”, po postoju w portach meksykańskich, wyruszył w drogę do Europy. Jego dowódca, kapitan Wilhelm Dähne zdecydował się, zgodnie z rozkazami z Berlina, podjąć próbę przedarcia się do III Rzeszy.
19 grudnia 1939 roku statek został w rejonie przylądka Hatteras zatrzymany przez brytyjski niszczyciel „Hyperion”. Aby nie dopuścić do przejęcia transatlantyku, jego załoga otworzyła zawory denne i podpaliła jednostkę, po czym zeszła do szalup. Statek szybko zatonął, zaś rozbitkowie zostali podjęci z wody przez amerykański krążownik ciężki „Tuscaloosa” i zabrani do Nowego Jorku.

## Opis konstrukcji
„Columbus” był dużym, dwukominowym parowcem pasażerskim, długości całkowitej 232,59 m, szerokości 24,64 m i średnim zanurzeniu 10,97 m. Pojemność rejestrowa wynosiła 34 354 BRT. Statek był napędzany dwoma czterocylindrowymi maszynami parowymi potrójnego rozprężania, zasilanymi w parę przez 12 kotłów i napędzającymi dwie śruby. W 1929 roku przeprowadzono generalną wymianę siłowni, instalując nowe kotły i dwie turbiny parowe o łącznej mocy 49 000 KM. W wyniku modernizacji prędkość maksymalna statku wzrosła z 18 do 22 węzłów.
Załoga transatlantyku liczyła 733 osoby, zaś maksymalna liczba przewożonych pasażerów wynosiła 1792 osoby, w tym 513 w I, 574 w II i 705 w III klasie.